# Rei Cheng de Chu
El Rei Cheng de Chu (xinès tradicional: 楚成王, xinès simplificat: 楚成王, pinyin: Chǔ Chéng Wáng, mort el 626 aEC) va ser del 671 fins al 626 aEC rei de l'estat de Chu durant el període de Primaveres i Tardors de l'antiga Xina. Ell va nàixer com Xiong Yun (xinès tradicional: 熊惲) i Rei Cheng va ser el seu nom a títol pòstum.
En el 672 aEC el germà major de Xiong Yun, el rei Du'ao va tractar de matar-lo, i ell va escapar-hi a l'estat de Sui. Llavors ell va atacar i matar Du'ao amb l'ajut de Sui, i va succeir Du'ao com a rei de Chu.